# セロウェ
セロウェ（Serowe）は、ボツワナの都市。セントラル地区の州都である。

## 概要
人口約90000人。首都ハボローネの北350kmに位置する。セロウェはツワナ人の8部族のうちもっとも大きなングワト族の首都であり、現在も伝統的な家屋や集会場が残る。
セロウェ周辺は肥沃な土地であり、農耕が盛んに行われている。東のパラピェから道路が延びており、パラピェでハボローネ・フランシスタウン道路と接続している。また、ここからダイヤモンド鉱山のある西のオラパまで道路が延びており、交通の拠点となっている。

## 歴史
セロウェは1903年、ングワト族の王であったカーマ3世によって首都として建設された。以後ングワト族の中心地として発展し、ボツワナ初代大統領のセレツェ・カーマの出身地でもあり、第4代大統領のイアン・カーマもここの選挙区より出馬して当選した。また、作家のベッシー・ヘッドは1964年に英領ベチュアナランドに亡命した後、1986年に亡くなるまでセロウェに住んで作品を発表し続けた。